# 巫菀菁
巫菀菁，香港公務員，曾任香港駐多倫多經濟貿易辦事處處長。她於1995年從英華女學校畢業，其後在香港大學取得翻譯系文学学士學位。畢業後，她在《明報》擔任約一年記者。及後，她在2001年加入香港政府的政務主任職系。她在2014年時出任旅遊事務助理專員兼盛事基金評審委員會秘書，因而被香港立法會政府帳目委員會傳召解釋基金帳目混亂的問題。在2018年12月28日，她獲港府委任為香港駐多倫多經濟貿易辦事處處長，至2025年2月28日卸任返港。返港後，她獲委任為創新科技署助理署長，統籌香港研發中心計劃的工作。
她已婚並育有一子一女，亦視育兒為個人興趣之一。

## 外部連結
- 巫菀菁的個人官方領英頁面

| 政府职务        | 政府职务                                                    | 政府职务 |
| --------------- | ----------------------------------------------------------- | -------- |
| 前任者： 陳納思 | 香港駐多倫多經濟貿易辦事處處長 2018年12月28日—2025年2月28日 | 空缺     |